# Dusty Springfield
Dusty Springfield, pseudonimo di Mary Isobel Catherine Bernadette O'Brien (Londra, 16 aprile 1939 – Henley-on-Thames, 2 marzo 1999), è stata una cantante britannica il cui impatto sulla storia del costume e della musica popolare britannica del Novecento è paragonabile a quello che Mina ha avuto in Italia o Dalida in Francia.

## Biografia

### Le origini
Mary è la secondogenita di Gerard e Catherine (Kay) O'Brien, immigrati irlandesi originari di Tralee e stabilitisi in uno dei quartieri operai della periferia nord di Londra. Cresce nel sobborgo di Ealing e già da bambina si guadagna il soprannome di Dusty per il suo atteggiamento da maschiaccio. Eredita la passione per la musica dal nonno materno, che la incoraggia ad ascoltare autori come George Gershwin, Richard Rodgers, Cole Porter, Count Basie, Duke Ellington e Glenn Miller. Il suo modello musicale da ragazzina è Peggy Lee. Nel 1958 lascia la scuola e, rispondendo a un annuncio su un giornale, si unisce al gruppo delle Lana Sisters. Grazie a questa esperienza impara l'armonia vocale, le tecniche di microfonia e di registrazione, si esibisce in spettacoli dal vivo, incide alcuni singoli (fra i quali anche una versione inglese di Tintarella di luna) e fa anche le prime apparizioni televisive.
Nel 1960 lascia il gruppo e, insieme a Dion O'Brien (suo fratello maggiore, che prenderà il nome di Tom Springfield) e a Reshad (Tim) Feild, forma il trio the Springfields. I ragazzi del trio, che si ispirano al folk americano, vengono messi sotto contratto dalla Philips, piazzano alcuni successi nella classifica inglese (Island of Dreams) e uno (Silver Threads and Golden Needles) addirittura nella classifica USA. Vengono così inviati a Nashville per registrare un album (Folk Songs from the Hills), e durante il loro soggiorno negli Stati Uniti, Dusty ha modo di conoscere e di ascoltare la musica dei nuovi gruppi vocali femminili di colore. Questo sarà determinante nella sua successiva svolta musicale. Nel 1963 Say I Won't Be There, che sarà l'ultimo singolo registrato dagli Springfields, raggiunge le prime posizioni nella classifica britannica, ma il gruppo sa di non poter reggere l'impatto della nuova ondata beat e, dopo l'ultimo concerto tenuto l'11 ottobre al London Palladium, decide di sciogliersi. Lo stesso Tom incoraggia sua sorella a proseguire la carriera come solista.

### Il debutto come solista
Appena sei giorni dopo Dusty entra in sala di registrazione e realizza il suo primo 45 giri. I Only Want to Be with You viene pubblicato nel novembre 1963 ed entra immediatamente tra i dischi più venduti, rimanendo in classifica 18 settimane e risuonando in vari Paesi d'Europa e oltreoceano (la canzone è stata fra l'altro ripresa in chiave remix nel 2009 dalla cantante italo-francese Juliette Jolie). La canzone, dichiaratamente ispirata al Motown sound, imita i suoni e lo stile del famoso arrangiatore Phil Spector ed è la prima ad essere eseguita nel neonato programma televisivo Top of the Pops realizzato dalla BBC.
A questo singolo fa subito seguito A Girl Called Dusty, un album che sorprende per la coraggiosa scelta di autori non ancora molto noti, ma che in seguito caratterizzeranno la scena pop internazionale: Burt Bacharach, Randy Newman e Carole King. Nel maggio 1964 l'album arriva nel Regno Unito al numero 6 della classifica e viene seguito da due altri successi a 45 giri: il primo, I Just Don't Know What to Do With Myself è un brano di Bacharach (ripreso, tra l'altro, nel 2003 dal gruppo rock statunitense White Stripes), il secondo, Losing You, viene scritto da suo fratello Tom.
Il suo successo la porta ovunque: in autunno viene in Italia a lanciare la versione italiana di Wishin' and Hopin', brano di Burt Bacharach che verrà intitolato Stupido, stupido. A dicembre si esibisce a Città del Capo di fronte a una platea mista di spettatori bianchi e di colore. La sua sfida alla politica di segregazione razziale del governo sudafricano le costerà l'immediata espulsione dal territorio. Alla fine dell'anno il tradizionale sondaggio indetto dalla rivista New Musical Express la elegge miglior voce femminile nonostante la concorrenza di artiste come Lulu, Sandie Shaw e Cilla Black.

### Gli anni del grande successo
Nel 1965 Dusty viene invitata a Sanremo dove gareggia al Festival con Di fronte all'amore e Tu che ne sai? Entrambi i brani vengono eliminati e Dusty si trova esclusa dalla finale ma, tornata in Inghilterra, decide di prendere la canzone a suo parere più bella della manifestazione e di interpretarla a suo modo. Io che non vivo (senza te), scritta da Pino Donaggio, viene adattata in inglese da Vicki Wickham, sua amica e futura manager, e da Simon Napier-Bell, e diventa You Don't Have to Say You Love Me. Insoddisfatta dal risultato della registrazione, con il perfezionismo che tutti le hanno sempre riconosciuto, chiede di montare il microfono nella tromba delle scale dell'edificio in cui si trova lo studio e, cantando dal fondo della cantina, ottiene finalmente l'effetto di eco che desiderava. Il brano raggiunge il numero 1 nelle classifiche di molti Paesi europei e sfonda anche negli Stati Uniti, diventando un evergreen (è stata votata tra le prime cento canzoni di ogni tempo in un referendum di Radio 2 della BBC).
Nello stesso anno a Dusty viene offerta la conduzione di uno special televisivo in cui ha l'opportunità di dar voce in Gran Bretagna alle star emergenti del rhythm and blues. Lo show, intitolato The Sound Of Motown, ospita personaggi come Stevie Wonder, Marvin Gaye, The Miracles, The Supremes e The Temptations ed è l'occasione per il lancio del suo secondo LP, intitolato Ev'rything's Coming Up Dusty.
Nel 1966 la cantante si trova a dover giocare letteralmente su due sponde: in Gran Bretagna i discografici privilegiano ormai i gruppi dell'ondata beat e la sua figura è leggermente in declino, nonostante anche per il 1965 sia stata confermata miglior cantante dell'anno, negli Stati Uniti invece la sua reputazione è tale che gli autori scrivono pezzi destinati espressamente alla sua voce. Tra questi, Carole King che scrive per lei Some of Your Lovin' e Goin' Back, Ben Weisman che le confeziona All I See Is You, una ballata in puro stile "sanremese", con il proposito di bissare il successo del brano di Donaggio, e Burt Bacharach che le affida The Look of Love, brano che verrà inserito nella celebre pellicola James Bond 007 - Casino Royale.
Quest'ultimo brano sfonda negli Stati Uniti e diventa nel tempo un classico della musica lounge, mentre in patria viene quasi ignorato e resta relegato nella facciata B di un 45 giri. Tornata a Londra, nel 1967 Dusty promuove l'uscita del suo terzo album Where Am I Going?, che comprende una versione inglese della famosa Ne me quitte pas di Jacques Brel e Close to You, scritta ancora una volta da Bacharach e che verrà incisa anche da Dionne Warwick e dai Carpenters.
Il 1968 vede nuovamente la Springfield protagonista in classifica nel Regno Unito con I Close My Eyes And Count to Ten, e in televisione con il programma a puntate It must be Dusty. In autunno esce il suo quarto album Dusty... Definitely, che la conferma interprete sensibile e raffinata di autori quali Sammy Cahn e Jimmy Van Heusen, Charles Aznavour, Randy Newman e, per l'ennesima volta, Burt Bacharach del quale sceglie This Girl's in Love with You.
Alla fine dell'anno Dusty è nuovamente negli Stati Uniti dove la Atlantic Records, etichetta che gestisce la maggior parte dei cantanti soul americani, le assicura un prestigioso contratto discografico mettendole a disposizione i migliori e più accreditati musicisti per la realizzazione del primo vero album americano (in precedenza erano uscite negli Stati Uniti solo raccolte dei suoi successi). Dusty in Memphis, questo il titolo del lavoro, venderà molto meno degli album precedenti, ma ancor oggi è riconosciuto dai critici come il miglior album della cantante, che in questo disco mette alla prova tutte le sue capacità vocali. Un 45 giri estratto dall'album, Son of a Preacher Man, riesce comunque ad entrare in classifica sia in Gran Bretagna che negli Stati Uniti, e verrà molti anni più tardi inserito nella colonna sonora del celebre film Pulp Fiction.
Nel 1969 Dusty torna di scena alla BBC con otto puntate dello show Decidedly Dusty, si reca poi negli USA, che ormai sono la sua seconda patria, per incidere il suo secondo album per l'Atlantic, From Dusty With Love. Prodotto da Thom Bell, Kenny Gamble e Leon Huff, tre giovani talenti che alcuni anni più tardi saranno tra gli artefici della disco music, il disco non ottiene i risultati sperati. Unico singolo estratto dall'album è A Brand New Me, che entra in classifica nei soli Stati Uniti e viene quasi ignorato in Gran Bretagna.

### Il declino
Nel 1970 è pronto il suo terzo lavoro per la casa discografica statunitense, Longing, preceduto da un 45 giri per "saggiare" il pubblico, ma le disastrose vendite di quest'ultimo mandano a monte il progetto. I nastri originali saranno distrutti in un incendio, ma il produttore Jeff Barry, che aveva tenuto per sé delle copie non definitive, farà uscire le incisioni come bonus-tracks in una riedizione postuma di Dusty in Memphis.
In questo periodo, il gossip sulla vita privata di Dusty Springfield, finora tenuta gelosamente nascosta, irrompe prepotentemente sulle pagine dei giornali. Il fatto che a 31 anni non fosse sposata e non avesse avuto, apparentemente, alcuna relazione con un uomo aveva alimentato molti pettegolezzi, ma all'epoca intervistare un personaggio pubblico sulla propria vita sessuale era impensabile. Eppure Ray Connolly, giornalista dell'Evening Standard, riesce a farsi rilasciare una dichiarazione nella quale la cantante ammette di aver imparato ad accettare, con il tempo, la propria diversità omosessuale o, secondo alcuni, bisessuale.
La cosa, per alcuni, sembra non aver influito sulla sua carriera e per altri, invece, lo ha fatto molto pesantemente, ma sta di fatto che per tutti gli anni settanta si sentirà parlare di lei molto meno che nel decennio precedente. Nel 1972 esce per la Philips l'album See All Her Faces, che raccoglie materiale registrato in parte negli Stati Uniti e in parte a Londra. Il risultato è un album slegato, del quale la prima ad essere insoddisfatta sarà la cantante stessa, che decide di non promuoverlo. Paradossalmente, dalle tracce del disco resta fuori What Are You Doing the Rest of Your Life?, che verrà edito solo 24 anni più tardi, diventando un grande successo.
L'anno successivo scade il contratto con la Philips e con l'Atlantic. Dusty si trasferisce a Hollywood e, dopo l'uscita dell'album Cameo per la Dunhill Records, decide di ritirarsi a vita privata e per un certo periodo non si sente più parlare di lei. In questi anni sembra che sia stata sottoposta a pesanti trattamenti antidepressivi, mirati a impedire gli atti di autolesionismo che spesso si infliggeva, e l'uso di alcool e di droghe.

### Il ritorno sulle scene
Il 1978 è l'anno del suo ritorno sulle scene, con It Begins Again, album realizzato con Roy Thomas Baker, ex produttore dei Queen. Ricomincia per Dusty il grande giro promozionale nelle TV, in radio e nelle sale stampa. Sorprendentemente l'anno successivo pubblica un nuovo LP, Living Without Your Love, e per l'occasione compare sul palcoscenico in quella che sarà la sua ultima esibizione di fronte a un grande pubblico, in uno spettacolo di beneficenza che ha luogo alla Royal Albert Hall in presenza della Principessa Margaret d'Inghilterra.
Anche negli anni ottanta, Dusty Springfield sarà lontana dalle scene. Lo spettacolare ritorno avrà luogo nel 1987 grazie ai Pet Shop Boys, che la vogliono come partner nel brano What Have I Done to Deserve This?. Il brano, corredato di videoclip, irrompe al numero 2 delle classifiche sia statunitensi che britanniche e fa da preludio all'album Reputation, sempre prodotto dai Pet Shop Boys, che due anni dopo si rivelerà ugualmente un successo.
Il cantante dei Pet Shop Boys, Neil Tennant, è stato sempre un grande ammiratore di Dusty Springfield. Nel loro primo album Please (1986) il duo voleva includere la traccia What Have I Done to Deserve This? duettando proprio con Springfield. Allora non vi fu la possibilità di avere Dusty in studio e, nonostante la casa discografica premesse per includere la traccia anche senza duettare, i Pet Shop Boys la conservarono per tempi migliori. Nel 1987 riescono a duettare con Springfield e il brano diventa un popolarissimo successo. Nel 1989, i Pet Shop Boys scrivono canzoni per Springfield e le producono il disco Reputation, disco che riporta Dusty sulle scene dopo diversi anni. Grazie a questa preziosa collaborazione, la carriera di Springfield decolla nuovamente.
Dopo una manciata di singoli, che vengono utilizzati come sigle televisive o colonne sonore di spot pubblicitari, nel 1988 esce la sua raccolta ufficiale The Silver Collection, che celebra i suoi 25 anni di carriera come cantante solista. Nel frattempo Dusty decide di lasciare la sua residenza in America e di tornare a vivere a Londra.
Nel 1995, durante le registrazioni di quello che sarà il suo ultimo album, Dusty si accorge di avere un nodulo al seno e le viene diagnosticato un carcinoma. Le lunghe sedute di chemio e radioterapia avranno la meglio sulla malattia, almeno per il momento. In stato di remissione clinica, Dusty si dedica alla promozione dell'album A Very Fine Love. Per l'occasione ricompare in qualche show televisivo, ma dopo circa un anno la malattia si ripresenta in forma più violenta e devastante. Dopo una battaglia durata tre anni, Springfield si spegne proprio pochi giorni prima di ricevere l'onorificenza di Ufficiale dell'Impero Britannico (OBE). La medaglia verrà consegnata alla sua amica e manager Vicki Wickham.
Alla cerimonia funebre partecipano molti nomi illustri e centinaia di fan. Anche la regina Elisabetta rompe per una volta il rigore del protocollo e dichiara pubblicamente di essere "rattristata" per la morte dell'artista. Le ceneri di Dusty verranno in parte conservate a Henley, la cittadina dell'Oxfordshire dove si era stabilita negli ultimi anni, in parte verranno disperse, da suo fratello Tom, alle scogliere di Moher, sulla costa occidentale dell'Irlanda.

## Album originali
Sono escluse le raccolte e le riedizioni americane degli album britannici, che spesso presentavano una lista tracce diversa dalla pubblicazione originale.
| Anno | Titolo                       | Etichetta           |
| ---- | ---------------------------- | ------------------- |
| 1964 | A Girl Called Dusty          | Philips Records     |
| 1965 | Ev'rything's Coming Up Dusty | Philips Records     |
| 1967 | Where Am I Going?            | Philips Records     |
| 1968 | Dusty... Definitely          | Philips Records     |
| 1969 | Dusty in Memphis             | Atlantic Records    |
| 1970 | From Dusty With Love         | Philips Records     |
| 1972 | See All Her Faces            | Philips Records     |
| 1973 | Cameo                        | ABC Dunhill Records |
| 1978 | It Begins Again              | Mercury Records     |
| 1979 | Living Without Your Love     | Mercury Records     |
| 1990 | Reputation                   | EMI                 |
| 1995 | A Very Fine Love             | Columbia Records    |

## Singoli (discografia italiana)
| Anno | Titolo                                    | Etichetta       |
| ---- | ----------------------------------------- | --------------- |
| 1965 | Tu che ne sai/Di fronte all'amore         | Philips Records |
| 1965 | Tanto so che poi mi passa/Stupido stupido | Philips Records |